# Bairols
Bairols (Occitaans: Bairòls; Italiaans (verouderd): Bairolo) is een gemeente in het Franse departement Alpes-Maritimes (regio Provence-Alpes-Côte d'Azur) en telt 106 inwoners (2009). De plaats maakt deel uit van het arrondissement Nice.

## Geografie
De oppervlakte van Bairols bedraagt 14,6 km², de bevolkingsdichtheid is dus 7,3 inwoners per km².
De onderstaande kaart toont de ligging van Bairols met de belangrijkste infrastructuur en aangrenzende gemeenten.

## Demografie
Onderstaande figuur toont het verloop van het inwonertal (bron: INSEE-tellingen).
Vanwege een beveiligingsprobleem met de MediaWiki Graph-software is het momenteel niet mogelijk deze grafiek weer te geven. Zodra de software is bijgewerkt zal de grafiek vanzelf weer zichtbaar worden.